# Kompleksy typu gość-gospodarz
Kompleksy typu gość–gospodarz – obszar chemii supramolekularnej zajmujący się kompleksami złożonymi z dwóch lub więcej indywiduów chemicznych (cząsteczek obojętnych lub jonów), które oddziałują za sobą w sposób niekowalencyjny. Chemia gość–gospodarz leży u podstaw rozpoznania molekularnego, które jest kluczowe dla wielu procesów zachodzących w układach biologicznych, np. wiązanie się ligandów do białek. Główne rodzaje oddziaływań niekowalencyjnych to oddziaływania elektrostatyczne, wiązania wodorowe, oddziaływania van der Waalsa oraz oddziaływania hydrofobowe.

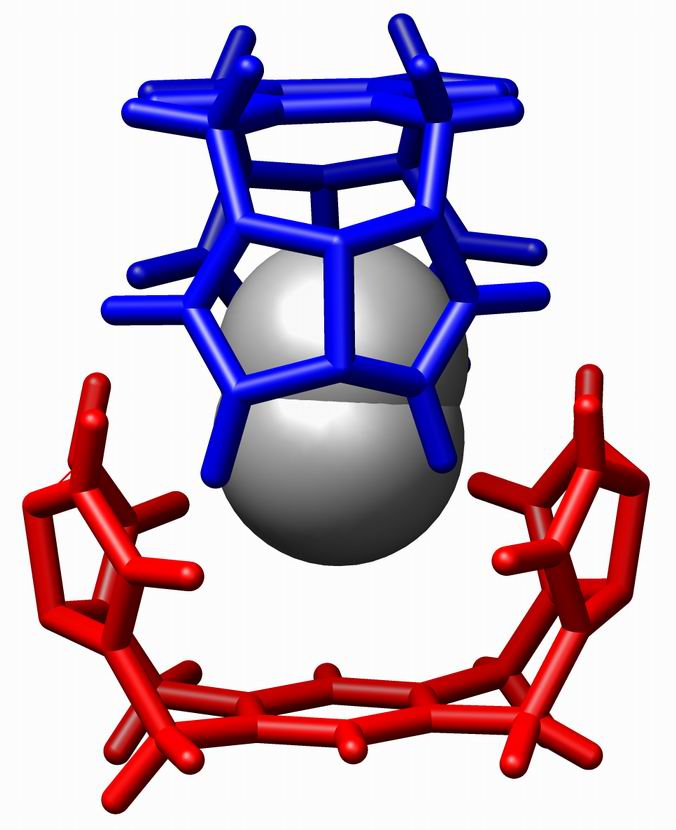
Cząsteczka N_{2} (gość) związana w kapsule molekularnej (gospodarz)

Cząsteczka tzw. „gospodarza” wiąże jon lub cząsteczkę tzw. „gościa” tworząc kompleks. „Gospodarz” i „gość” oddziałują ze sobą w sposób niekowalencyjny, najczęściej przy pomocy wiązań wodorowych. Oddziaływanie to może być wysoce selektywne i jest wtedy nazywane rozpoznaniem molekularnym. Równanie reakcji powstania (i rozpadu) takiego kompleksu można zapisać w następujący sposób:
H + G  ⇄  HG
gdzie H to „gospodarz” (ang. host), G to „gość” (ang. guest), HG to kompleks „gospodarz–gość”.
Zwykle większe indywiduum określa się mianem „gospodarza”, a mniejsze „gościa”.

## Historia

Pierwszy poznany eter koronowy: dibenzo-18-korona-6

Oddziaływania międzycząsteczkowe były postulowane przez  holenderskiego fizyka i chemika J. D. van der Waals'a już w 1873 r., natomiast w 1894 r. niemiecki chemik Hermann Fischer stworzył filozoficzne podwaliny dla chemii supramolekularnej. Przedstawił on model oddziaływania enzymów z ich substratami, w którym zachowują się one jak „klucz i zamek”. Dalsze badania nad oddziaływaniami niekowalencyjnymi zaowocowały lepszym poznaniem struktur białek i kwasów nukleinowych, w tym także pomogły w odkryciu struktury DNA w 1953 r. W 1967 r. Charles Pedersen (pracujący ówcześnie dla firmy DuPont) odkrył nową klasę związków organicznych: etery koronowe. Wyizolował on związek o nazwie dibenzo-18-korona-6, który był pierwszym przykładem związku kompleksującego kation metalu alkalicznego, w tym przypadku sodu. Następnie w 1969 r. Jean-Marie Lehn zaprezentował cząsteczki analogiczne do eterów koronowych, które nazwał kryptandami. Są to związki bicykliczne lub tricykliczne zdolne do tworzenia związków chelatowych, w których kompleksowany jon lub atom centralny otoczony jest ze wszystkich stron w tzw. „krypcie”. W tym samym czasie Donald J. Cram zajmował się eterami koronowymi, uzyskując różne struktury trójwymiarowe, a jego prace były dużym krokiem naprzód w badaniach nad cząsteczkami imitującymi enzymy. W 1987 r. Pedersen, Lehn i Cram otrzymali Nagrodę Nobla w dziedzinie chemii za ich wkład w rozwój chemii supramolekularnej, a w 2016 r. tęże nagrodę otrzymali Ben Feringa, Fraser Stoddart i Jean-Pierre Sauvage – za projektowanie i syntezę maszyn molekularnych, w których to jedną z kluczowych ról odgrywają właśnie oddziaływania niekowalencyjne.

## Termodynamika oddziaływań gość–gospodarz
Termodynamikę procesów tworzenia się kompleksów gospodarz–gość najczęściej bada się za pomocą spektroskopii NMR, spektroskopii UV-vis, spektrofluorymetrii i kalorymetrii, wykonując odpowiednie miareczkowania. Każda z powyższych metod oferuje pewne zalety i ma specyficzne ograniczenia. Celem miareczkowania jest wyznaczenie parametrów termodynamicznych badanego układu, przede wszystkim stechiometrii powstających kompleksów oraz ich stałej trwałości K. Dla najprostszego przypadku powstawania kompleksu o stechiometrii 1:1 równanie zachodzącej reakcji kompleksowania to:
H + G  ⇄  HG
gdzie H to „gospodarz” (ang. host), G to „gość” (ang. guest), HG to kompleks „gospodarz–gość”.
Stała równowagi tej reakcji K (inaczej stała kompleksowania) opisana jest wtedy wzorem:
{\displaystyle K={\frac {[HG]}{[H][G]}}}
Równania bilansu mas dla takiego układu to:
{\displaystyle c_{H}=[H]+K[H][G]}
{\displaystyle c_{G}=[G]+K[H][G]}
gdzie {\displaystyle c_{H}} i {\displaystyle c_{G}}to całkowite stężenie odpowiednio gospodarza i gościa.
W przypadku, gdy kompleksowaniu ulegają dwie cząsteczki gościa przez jedną cząsteczkę gospodarza zachodzi reakcja opisana równaniem:
H + 2G  ⇄  HG
2
Stała kompleksowania {\displaystyle \beta } dla tej reakcji wynosi:
{\displaystyle \beta _{1:2}={\frac {[HG_{2}]}{[H][G]^{2}}}}
Na powyższą reakcję składają się dwa etapy, dla których można zapisać oddzielne stałe równowagi:
H + G  ⇄  HG
{\displaystyle K_{1:1}={\frac {[HG]}{[H][G]}}}
HG + G  ⇄  HG
2
{\displaystyle K_{1:2}={\frac {[HG_{2}]}{[HG][G]}}}
przy czym
{\displaystyle \beta _{1:2}=K_{1:1}\times K_{1:2}}
Powyższe rozważania można uogólnić do przypadku gdy {\displaystyle x} cząsteczek gospodarza reaguje z {\displaystyle y} cząsteczek gościa:
xH + yG  ⇄  H
xG
y
Wtedy dla powyższego procesu stała kompleksowania {\displaystyle \beta } wynosi:
{\displaystyle \beta _{x:y}={\frac {[H_{x}G_{y}]}{[H]^{x}[G]^{y}}}}

## Przykłady układów gość–gospodarz

### Etery koronowe

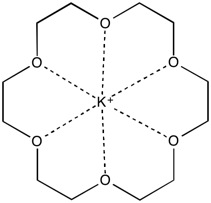
Schemat kompleksu 18-korona-6 z kationem potasu

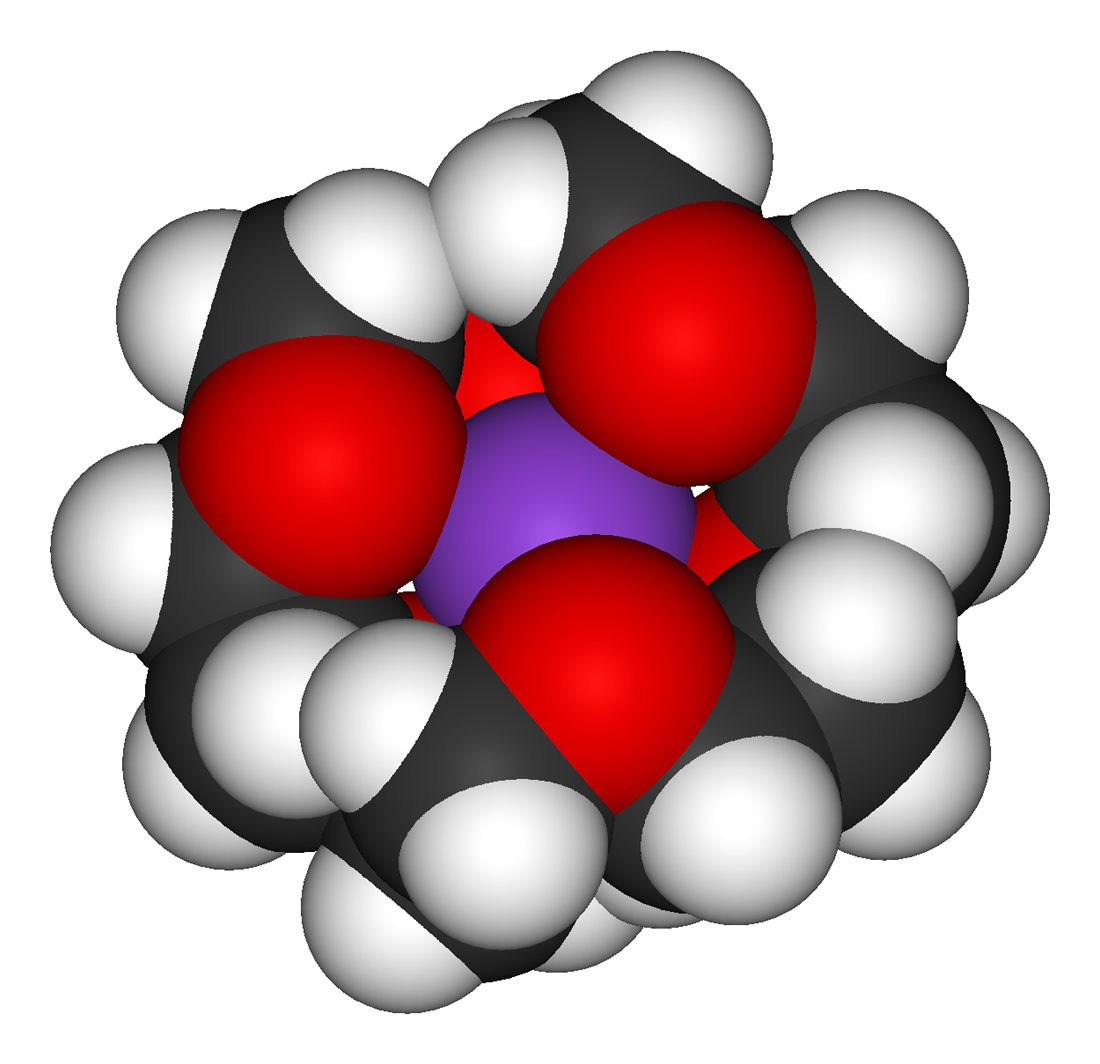
Model 3D kompleksu 18-korona-6 z kationem potasu

Są to cząsteczki makrocykliczne zdolne do selektywnego wiązania jonów metali alkalicznych, np. potasu. Zbudowane są z powtarzających się grup eterowych i w zależności od liczby połączonych z sobą podjednostek tworzą cykliczne związki o różnej średnicy. Pozwala to na dopasowanie średnicy eteru koronowego, tak aby oddziaływał on selektywnie z danym kationem metalu alkalicznego (mają one różne promienie jonowe) lub innym indywiduum.
| Eter koronowy | Wielkość luki molekularnej [Å] | Selektywnie wiązany kation | Promień jonowy kationu [Å] |
| ------------- | ------------------------------ | -------------------------- | -------------------------- |
| 12-korona-4   | 0,6–0,75                       | Li+                        | 0,76                       |
| 15-korona-5   | 0,86–0,92                      | Na+                        | 1,02                       |
| 18-korona-6   | 1,34–1,55                      | K+                         | 1,38                       |
| 21-korona-7   | 1,7–2,1                        | Cs+                        | 1,67                       |

### Cyklodekstryny

Wzory strukturalne trzech głównych typów cyklodekstryn

Cyklodekstryny (CD) składają się z kilku jednostek glukozy połączonych wiązaniami glikozydowymi. Najczęściej spotykanymi są α-, β- i γ- cyklodekstryny, które składają się z odpowiednio 6,7 lub 8 podjednostek glukozy i tworzą strukturę makrocykliczną. CD posiadają luką molekularną o różnej średnicy (α około 5 Å, β około 6 Å, γ około 8 Å), która ma cechy hydrofobowe. Dzięki temu CD są w stanie wiązać w wodzie hydrofobowe cząsteczki gości, tworząc kompleksy gość–gospodarz. Kompleksy te pozostają rozpuszczalne w wodzie, przez co znajdują one zastosowanie w systemach do dostarczania leków.

### Kryptofany

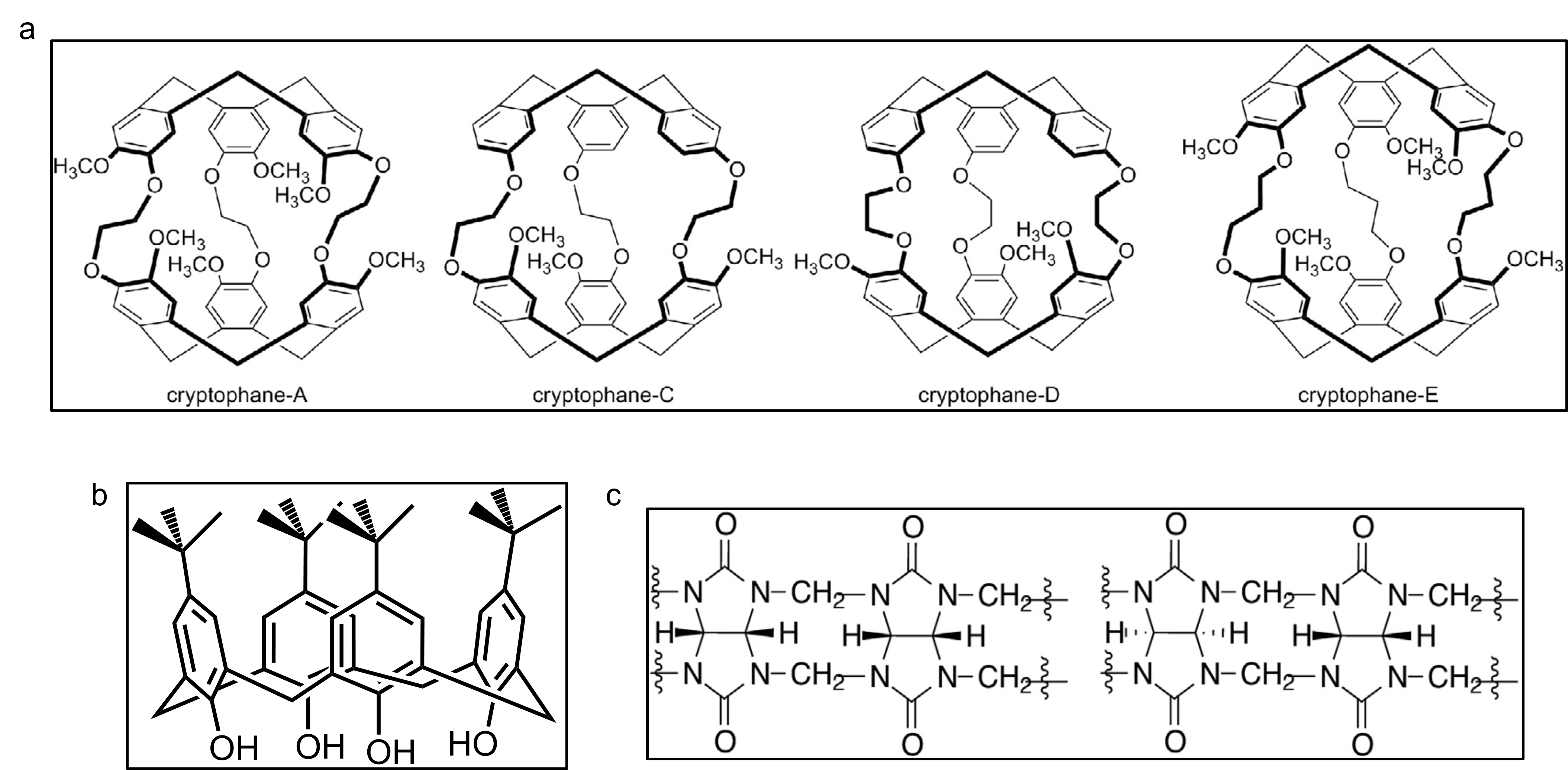
(a) Schemat struktury kryptofanów. (b) Schemat struktury rezorcyarenu. (c) Schemat struktury kukurbiturilów

Kryptofany w swojej strukturze zawierają 6 pierścieni benzenowych, zazwyczaj połączonych na 4 sposoby. Wnętrze tych związków jest wysoce hydrofobowe, stąd mogą one być używane do wiązania związków niepolarnych, np. węglowodorów. Innym zastosowaniem kryptofanów jest wiązanie ksenonu w roztworach wodnych, co jest pomocne w badaniach biologicznych.

### Rezorcyareny
Makrocykliczne związki chemiczne powstałe na skutek kondensacji rezorcyny z aldehydem. Rezorcyareny ulegają samoorganizacji w roztworach, tworząc supramolekuły połączone wiązaniami wodorowymi, np. 6 cząsteczek rezorcyarenu tworzy heksamer o wewnętrznej objętości luki molekularnej równej jednemu nanometrowi sześciennemu.

### Kukurbituryle
Kukurbituryle (CB) są złożone są z monomerów glikourylowych połączonych mostkami metylenowymi. Tworzą one związki przypominające dynię (stąd nazwa pochodząca od łacińskiej nazwy dla rodziny dyniowatyach), a ich wymiary to około 10 Å. Na przykład, kukurbit[6]uril (czyli związek złożony z 6 podjednostek) posiada wymiary około: 9,1 Å wysokości, 5.8 Å średnicy zewnętrznej oraz 3.9 Å średnicy wewnętrznej.

## Wybrane zastosowania

### Materiały samonaprawiające się
Ze względu na niekowalencyjną naturę oddziaływania gość-gospodarz, szkielet polimeru supramolekularnego może względnie łatwo dyfundować. W rezultacie materiał wykazuje właściwości samonaprawiające się. Po pojawianiu się pęknięcia w strukturze materiału i ponownym ściśnięciu go, pęknięcie zanika. Dzieje się tak dzięki szybkiej wymianie cząsteczek gości i gospodarzy w obszarze pęknięcia. Przykładem tego jest samonaprawiający się hydrożel złożony z zmodyfikowanych cyklodekstryn i adamantanu.

### Fosforescencjaw temperaturze pokojowej
Zazwyczaj nie jest łatwo osiągnąć fosforescencję w układach jedynie organicznych, głównie ze względu na niestabilność stanów trypletowych (są one łatwo wygaszane przez wilgoć i tlen zawarte w powietrzu). Kompleksy gość–gospodarz zapewniają sztywny szkielet, który jest w stanie chronić stany trypletowe przed wygaszeniem. W tym celu można zastosować CD i CB jako cząsteczkę gospodarza.

### Układy reagujące na bodźce
Jednym z wielu bodźców, które mogę służyć do kontroli nad materiałem, jest pH. Niektóre cząsteczki gospodarzy są czułe na pH, np. po podniesieniu pH układu część donorów wiązań wodorowych w cząsteczce gospodarza może zostać zdeprotonowana, przez co nie będzie on mógł oddziaływać z cząsteczką gościa.  Innym często stosowanym bodźcem jest światło. Łatwość w sterowaniu nad dostarczaniem fotonów do systemu czyni ten bodziec bardzo użytecznym. Niektóre cząsteczki gospodarzy mogą zmieniać swoją konfigurację E/Z pod wpływem światła o określonej długości fali (energii). Przykładowo jeśli tylko jeden z izomerów danego związku (gospodarza) jest w stanie oddziaływać z cząsteczką gościa, to zmieniając konfigurację można to oddziaływanie „włączać” lub „wyłączać”.